# كا

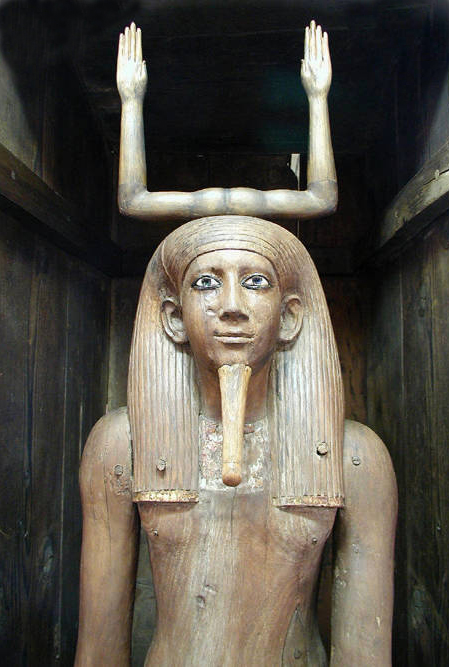
كا الفرعون حور من الأسرة الثالثة عشر. بالمتحف المصري بالقاهرة.

الكا كما يعتقد قدماء المصريين هي نفس الميت التي تبقى بعده كما كان يظن المصريين القدامى.
وقد كانوا يضعون في المقابر الطعام لكي تتغذى الكا. والكا هي الروح الطيبة في اعتقادهم. كانوا يصورون الكا على نفس صورة الشخص نفسه، باعتبارها قرينة له وهي التي تبقى بعد مماته. فربما كانت الكا بالنسبة لهم ما نسميه الآن «النفس».
و كانوا يعتقدون في أخلاقياتهم أن من يسرق شيئا من ممتلكات ميت أو من يسرق شيئا من ممتلكات فرعون وعلى الأخص فرعون ميت تـُرسل عليه كا الميت لعنة توقعه في مشاكل. وجاء في بعض النصوص مقولة ما معناها:«اعمل لكابك شيئا حسنا في حياتك ينفعها بعد مماتك».
أما الروح فهي تسمى عند قدماء المصريين با.

## رمزها بالهيروغليفية
| kA |
K3
كا 

## التفرقة بين الروح والنفس
اعتقد المصري القديم ان هناك ثلاثة أنواع من الأرواح تشترك مع الجسد في تكوين الإنسان: الكا والبا والآخ.
الآخ هي نوع من الروح يكتسبها الميت بعد وفاته ويتحول إلى آخ. وهي تختلف عن الكا والبا اللتان تصاحبان الإنسان أثناء حياته. وبعد مماته تلعبان الكا والبا دورا مهما بالنسبة لأهل الميت وأقربائه. وطبقا لمعتقدات المصري القديم تبقى الكا والبا منفصلتان عن بعضهما البعض، وكل منهما له دور في حياة الإنسان وبعد مماته حيث تبقى الرابطة بين «الروح» والجسد الميت. اعتقد المصري القديم في البعث بعد الوفاة وفي الحساب عن أعماله في الدنيا أمام أوزوريس. في عصر الأسرة القديمة يبدو أن البا كانت منحصرة على فرعون فقط، وكانت مهمة عائلة المتوفى العادي تهتم بتقديم قرابين (غذاء ومشرب) لكا المتوفى في إطار رعاية الموتى. فكانت الكا بالنسبة لهم هي التعريف الأقدم وبالتالي فكانت تمثل النفس البشرية. ولم تمثل الكا للناس العاديين، وإنما كانت تمثل فقط روح أو نفس فرعون.

## اقرأ أيضا
- كاب
- با (أساطير فرعونية)
- آخ (أساطير فرعونية)